# Bò né

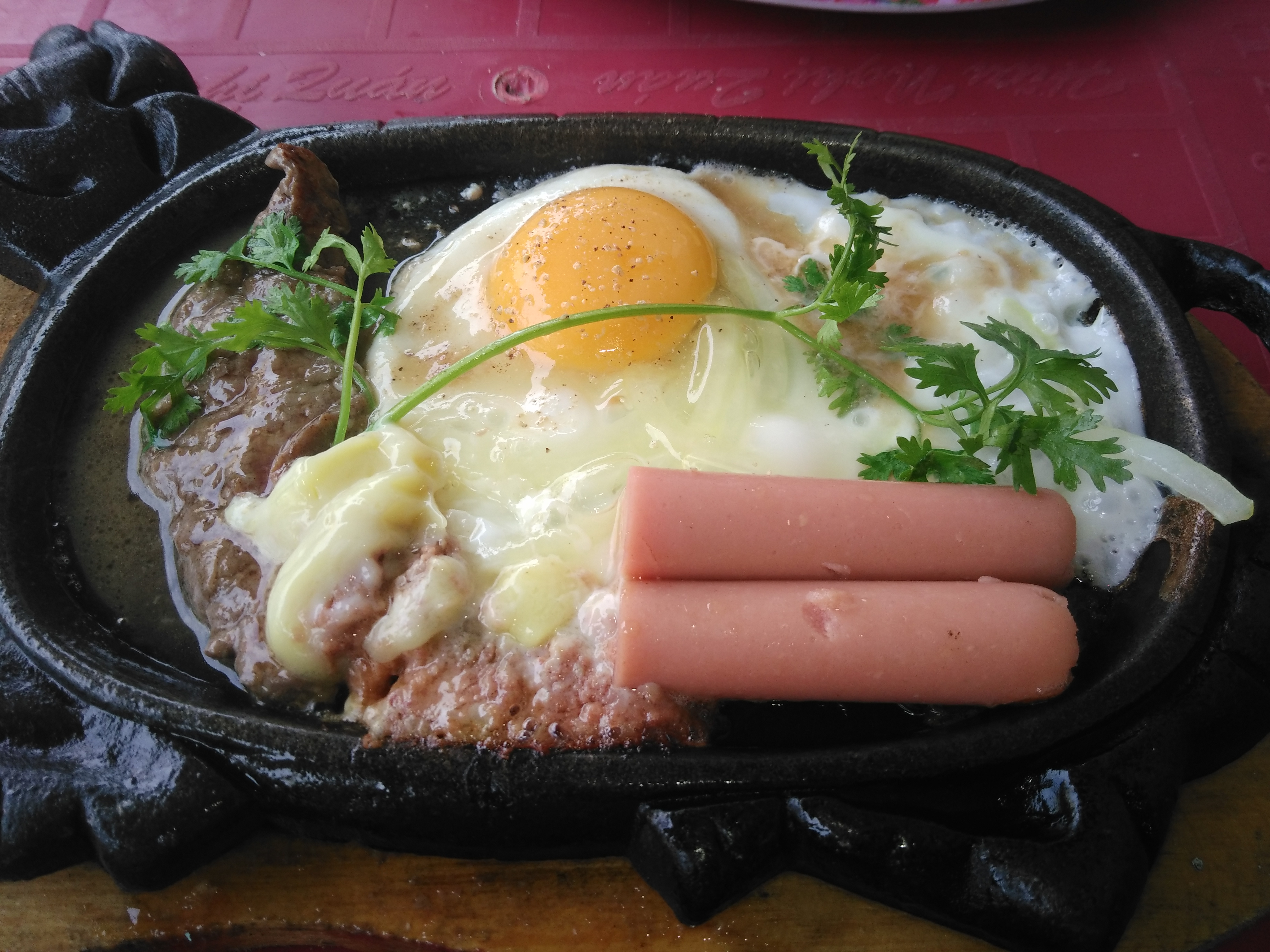
Món bò né (Bò bít tết)

Bò né là một món ăn sáng ở Việt Nam, có nguồn gốc từ Phan Thiết. Với đầy đủ các thành phần dinh dưỡng thiết yếu cho cơ thể: chất đạm từ thịt bò, xíu mại và Pa tê, chất bột từ bánh mì, chất béo từ trứng ốpla và khoáng chất, vitamin từ rau, hành, ngò. Sở dĩ có tên gọi là bò né vì đây là một món bít tết (thịt bò) kiểu Việt Nam và được trình bày trên một cái chảo gang cỡ nhỏ và dọn ra khi dầu đang sôi, bắn bọt, vì vậy thực khách phải de người, nghiêng người để tránh bị bắn vào, bị văng vào người do đó mới có tên gọi là bò né.

## Nguyên liệu
- Thịt bò:

Bò là nguyên liệu chính của món ăn. Khi chọn thịt bò cho món này, thì thịt bò phải là thịt nạc, thịt cần phải to, đủ độ dày, tươi và mềm, có thể được tẩm ướp gia vị.
- Xíu mại:

Xíu mại một nguyên liệu không thể thiếu trong món bò né, được làm từ thịt heo được chế biến rất kì công.
- Trứng:

Trứng ở đây phải là trứng gà, được đập vào có thể cùng 1 lúc hoặc sau khi cho thịt bò vào chảo gang nóng.
- Pa tê:

Pa tê được làm từ gan heo và thịt heo
- Nước lèo: được ninh từ thịt và xương heo
- Khoai tây chiên:

Khoai tây chiên cũng là một phần không thể thiếu của món bò né, là món ăn kèm, nhưng có thể kích thích vị giác cũng như tạo thêm sự linh động ngon miệng, ngon mắt của món ăn.
- Một số loại rau đi kèm:

Rau đi kèm với bò né thường là xà lách, cà chua, hành tây xắt sợi mỏng, dưa leo, hành lá, hành phi,... các loại rau và lá gia vị này đi kèm làm cho món ăn dậy mùi là đỡ gây ngán trong quá trình ăn.

## Cách chế biến
Cách chế biến món bò né cũng rất đơn giản, dùng chảo gang chuyên dụng để làm chín thức ăn. Đầu tiên phải để chảo cho thật nóng rồi cho một ít dầu ăn vào, sau đó cho Xíu mại, tiếp đến là miếng bò vào rồi một hoặc hai quả trứng gà đập vào chảo, chiên còn lòng đào, tiếp theo là Pa tê và sau cùng là một số gia vị đi kèm như tiêu, muối, hành phi, ngò, hành lá... khi thịt bò sắp chín thì tắt bếp và đem ra thưởng thức ngay.

## Thưởng thức
Bò né dùng chung với bánh mì, nước lèo, nước tương xì dầu và tương ớt được chủ quán bày sẵn lên bàn. Độ mặn nhạt tùy theo người ăn. Khi ăn bò né người ta thường xé bánh mì ra rồi cho các loại vào chung rồi quấn lại cho vào miệng.